# 埃塞俄比亚皇冠委员会
埃塞俄比亚皇冠委员会（英語：Crown Council of Ethiopia）是埃塞俄比亚帝国的一个法定机构，负责向埃塞俄比亚皇帝提供建议，它的行为象征着皇权。委员会成员由皇帝任命。帝制被推翻时，委员会也相应地被解散，委员会的大部分成员被军政府逮捕或者处决。
1993年，埃塞俄比亚皇冠委员会重新成立，其成员包括海尔·塞拉西一世的一些后人。2005年以来，委员会主席一直由埃米亚斯·萨赫勒·塞拉西皇子担任。委员会总部位于美国华盛顿大都会区。